# Methyltestosteron
Methyltestosteron ist ein synthetisch hergestellter Arzneistoff aus der Gruppe der anabolen Steroide (Xenoandrogen) und ist ein Abkömmling (Derivat) des physiologisch vorkommenden Sexualhormons Testosteron.
Das 17α-alkylierte Steroid gehört zu den ersten oral einnehmbaren Steroiden überhaupt und hat wie Oxymetholon und Metandienon eine stark anabole und androgene Wirkung. Nach der Einnahme vermag es in 17-Methylestradiol zu konvertieren, wobei die Aromatisierungsrate etwa 13–16 mal so hoch ist wie die des Testosterons. 17-Methylestradiol weist eine besonders stark östrogene Wirkung auf.
Zu den nennenswerten Nebenwirkungen zählen: Kopfhaarausfall, starke Akne, starke Belastung der Leber, starke Gewichtszunahme (in der Regel 90 % hiervon Wasser und Fett). Bei längerer Einnahme besteht zunehmend das Risiko einer Gynäkomastie. Eine weitere schwere Nebenwirkung ist die starke Wirkung auf die Psyche (Depressionen, Nervosität, Stimmungsschwankungen, Veränderung der Libido, gesteigerte Aggressivität und Gewaltbereitschaft).
Medizinisch ist Methyltestosteron in injizierbarer Darreichung angezeigt zur Behandlung der Unterfunktion der Keimdrüsen beim Mann (Hypogonadismus), hat aber aufgrund starker Nebenwirkungen keine große medizinische Bedeutung mehr.

## Missbrauch im Sport
Methyltestosteron gilt als Dopingmittel und wird besonders von Boxern, Kraftsportlern und Ringern eingesetzt. Die Wirkung setzt rasch ein.